# HD 220074
HD 220074 è una stella gigante rossa nella costellazione di Cassiopea, di magnitudine +6,40 e distante 1034 anni luce dal sistema solare. Nel novembre 2012 è stata pubblicata la scoperta di un pianeta extrasolare attorno alla stella, ad una distanza da essa di circa 1,6 UA e avente una massa almeno 11 volte quella di Giove.

## Caratteristiche fisiche
Precedentemente classificata di tipo spettrale K, la stella è stata riclassificata da recenti studi come di classe M, con una temperatura superficiale inferiore ai 4000 K. Poco più massiccia del Sole, è evoluta più rapidamente della nostra stella, in quanto,  nonostante un ampio margine d'errore, l'età pare essere all'incirca la stessa. Il suo raggio è aumentato a 50 volte quello solare, ed è entrata nello stadio di gigante.

## Pianeta
Scoperto con il metodo della velocità radiale, la massa minima del pianeta è 11,1 volte quella gioviana, ma potrebbe anche essere superiore e di conseguenza c'è la possibilità che l'oggetto sia una nana bruna. Se nella fase di vita nella sequenza principale il pianeta poteva forse essere dentro la zona abitabile, ora la temperatura è superiore al migliaio di gradi, in quanto l'aumento del diametro della stella ha portato la zona abitabile da 25 a 50 UA dalla stella.
Sotto un prospetto del sistema di HD 220074.
| Pianeta | Massa       | Periodo orb. | Sem. maggiore | Eccentricità | Scoperta |
| ------- | ----------- | ------------ | ------------- | ------------ | -------- |
| b       | >11,1 ± 1,8 | 672,1 giorni | 1,6 UA        | 0,14         | 2012     |